# Carl Albert Andersen
Carl Albert „Flisa” Andersen (Oslo, 1876. augusztus 15. – Oslo, 1951. szeptember 28.) norvég olimpiai bajnok és ezüstérmes tornász, olimpiai bronzérmes rúdugró.
Az 1900. évi nyári olimpiai játékokon indult atlétaként és magasugrásban a 4. lett, míg rúdugrásban bronzérmes.
Az 1906. évi nyári olimpiai játékokon már tornában indult és összetett csapatversenyben aranyérmes lett. egyéni összetettben is indult és a 23. lett.
Utoljára az 1908. évi nyári olimpiai játékokon versenyzett tornában. Ekkor összetett csapatversenyben ezüstérmes lett.
Klubcsapatai az IF Ørnulf és az Oslo Turnforening voltak.